# Lo scontro delle civiltà
(Samuel P. Huntington)
Lo scontro delle civiltà e il nuovo ordine mondiale è un libro del 1996 (esponente la teoria omonima) dello scienziato politico statunitense Samuel P. Huntington. In sintesi nel suo saggio Huntington sostiene che la principale fonte di conflitti nel mondo post-Guerra fredda diverranno le identità culturali e religiose. La teoria era stata originariamente formulata in un articolo del 1993 su Foreign Affairs dal titolo The Clash of Civilizations?, in risposta al libro The End of History and the Last Man, dato alle stampe nel 1992 dal suo allievo Francis Fukuyama. Per completezza di informazione bisogna accennare al fatto che la famosa espressione "scontro delle civiltà" non fu probabilmente coniata per prima da Huntington, ma sembra essere comparsa in precedenza internamente ad un articolo redatto dallo storico ed orientalista britannico Bernard Lewis, pubblicato nel 1991 su The Atlantic Monthly ed intitolato The Roots of Muslim Rage.

## Sinossi
Huntington ha preso le mosse da una ricognizione delle diverse teorie della politica globale del periodo post-guerra fredda. Alcuni teorici e scrittori avevano sostenuto che la democrazia liberale e i valori dell'Occidente fossero diventati la sola alternativa ideologica rimasta per le nazioni del mondo uscito dalla guerra fredda. In particolare, Francis Fukuyama sostenne che il mondo avesse raggiunto la fine della storia nel senso hegeliano.
Secondo Huntington la fine dell'ordine internazionale bipolare (“guerra fredda”) conseguita alla crisi e alla dissoluzione dell'Unione Sovietica non ha dato luogo ad un mondo più unito ed armonico, ma alla creazione (o al riemergere) di linee di divisione fra i paesi che ricalcano le linee di confine di quei raggruppamenti umani di lenta formazione e lunga durata che sono le civiltà.
Egli (pur con qualche perplessità su alcuni casi) indica nel mondo attuale nove civiltà distinte: Occidentale, Cristiana orientale (ortodossa), Latino-americana (distinta da quella occidentale), Islamica, Indù, Cinese, Giapponese, Buddista, Africana. Le linee di confine delle civiltà, secondo Huntington, sono destinate a dividere il mondo del prevedibile futuro secondo una logica di accentuata collaborazione fra simili ed inimicizia (più o meno forte) fra dissimili.
Le tesi di Huntington possono essere lette come una riedizione aggiornata dell'incubo del “tramonto dell'Occidente” che, probabilmente con minor fondamento, venne agitato già all'inizio del Novecento, per es. da Oswald Spengler.
In base al suo pensiero, ritiene che sia in corso un'ampia de-occidentalizzazione del mondo, legata soprattutto alla crescita demografica di alcune delle altre civiltà (p. es. quella islamica) e in misura ancora maggiore alla crescita economica della Cina, dell'India e del Sud-est asiatico.
Soprattutto in questi ultimi paesi, secondo Huntington, si starebbe verificando un processo che, sommariamente, è così descrivibile: “via via che il processo della modernizzazione [tecnologica e produttiva] aumenta … il tasso di occidentalizzazione si riduce e la cultura autoctona torna ad emergere. In seguito, l'ulteriore modernizzazione finisce con l'alterare gli equilibri di potere tra l'Occidente e la società non occidentale, alimenta il potere e l'autostima di quelle società e rafforza in esse il senso di appartenenza alla propria cultura”. (trad. it. pagg. 100-101).
Le sue conclusioni sono di tipo conservatore e hanno come punto di approdo pratico una sorta di estensione all'intero Occidente della tipica alternativa americana dell'isolazionismo: l'Occidente (Europa occidentale, Stati Uniti e annessi) deve rendersi conto di essere una fra le civiltà e non la civiltà, abbandonare il sogno illusorio di una civiltà universale in formazione basata su democrazia e diritti umani e le interferenze in tale materia con altre civiltà. Deve, invece, difendere entro i propri limiti di estensione la propria identità e i propri valori, che non sono, né prevedibilmente saranno, universalmente condivisi.

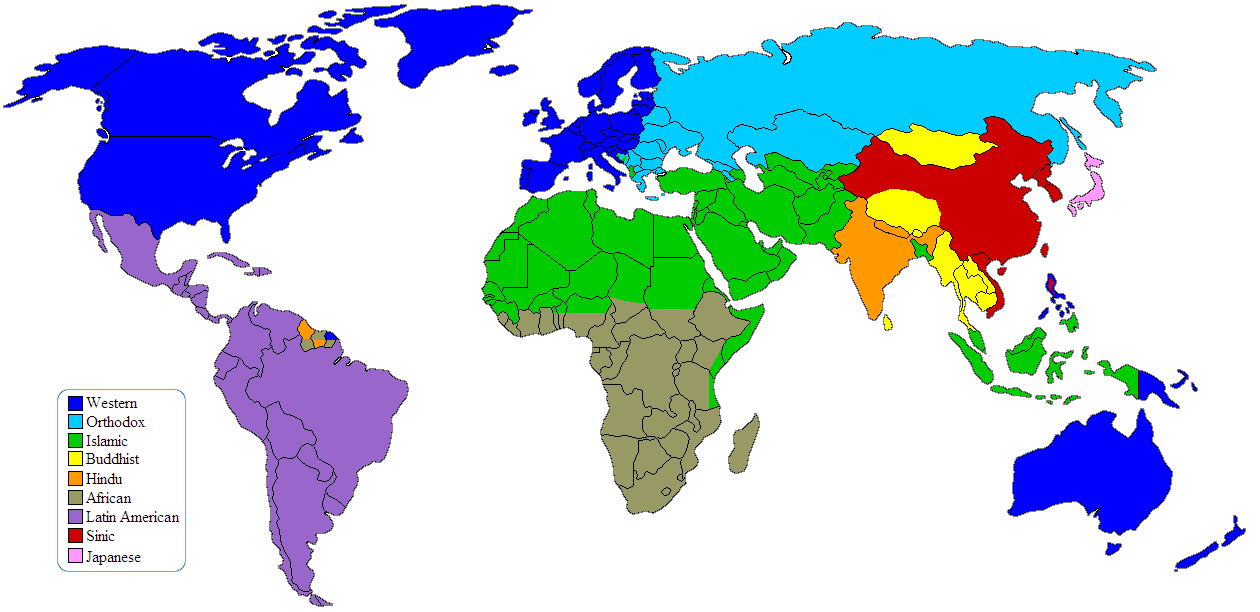
Lo scontro delle civiltà e il nuovo ordine mondiale

### Distinzione tra Modernizzazione e Occidentalizzazione
Tra i nuclei centrali del discorso di Huntington c'è una (discussa e controversa) distinzione fra “occidentalizzazione” e “modernizzazione”, riassumibile come segue.
“Modernizzazione - scrive Huntington - significa industrializzazione, urbanizzazione, maggiori livelli di alfabetizzazione, istruzione, ricchezza e mobilità sociale, nonché strutture occupazionali più complesse e diversificate. La modernizzazione è un prodotto della straordinaria espansione delle conoscenze tecniche e scientifiche iniziata a partire dal XVIII secolo e che ha permesso di plasmare il proprio ambiente in modi completamente nuovi”.
Sebbene la modernizzazione così intesa sia nata in Occidente, Huntington sostiene (ed è la nota distintiva della sua analisi) che “l'Occidente era Occidente prima di essere moderno”, e che – di conseguenza – esista un insieme di valori occidentali che sono indipendenti dalla modernizzazione, e perciò non solo storicamente estranei nel loro insieme (salvo poche limitate e parziali convergenze) alle altre civiltà, ma anche destinati a rimanere tali. Tra questi elenca come fondamentali:
- la separazione fra autorità spirituale e temporale, assente nelle tradizioni dell'Oriente ortodosso, dell'Islam, della Cina e del Giappone, presente – invece – in quella indù;
- lo stato di diritto, ossia il dominio della legge contro il dominio arbitrario delle autorità al potere;[5]
- il pluralismo sociale. Intendendo con tale espressione la formazione vigorosa e costante di associazioni di tipo diverso da quelle della famiglia e del clan. Tale tessuto diversificato di associazioni ha spesso funto da limitazione del potere assoluto dei governanti. Si tratta in sostanza della distinzione di una articolata società civile rispetto allo stato.[6]
- i corpi rappresentativi, nati dal pluralismo sociale di cui alla voce precedente e sviluppatisi nella forma dei moderni parlamenti.
- l'individualismo.

### Tipi di reazione delle altre civiltà al dominio occidentale
Date queste premesse, Huntington esamina la reazione delle diverse civiltà non occidentali all'impatto dell'Occidente. I tipi fondamentali vengono delineati attraverso la combinazione delle nozioni di occidentalizzazione e modernizzazione:
- il rifiuto sia dell'occidentalizzazione che della modernizzazione, mostratosi, però, fallimentare e tale da condannare la società che lo adotta ad una pressoché totale sparizione (fallimentari sono anche i casi in cui – questa volta involontariamente – si è conseguita una occidentalizzazione senza modernizzazione);
- quello che Huntington chiama il modello kemalista: perseguimento sia dell'occidentalizzazione, sia della modernizzazione, nella persuasione che la prima sia il necessario presupposto della seconda. Si tratta del tipo del quale Huntington evidenzia con maggiore insistenza il tramonto[7].
- il riformismo, che approda ad una modernizzazione senza occidentalizzazione: secondo Huntington è il caso prevalente e quello che secondo lui verrà a manifestarsi sempre più nel futuro prevedibile.

## Critica
Il nobel Amartya Sen ha contestato, in quanto «non reggono ad un esame critico», le affermazioni secondo cui «le caratteristiche peculiari dell'occidente, quelle che lo distinguono da altre civiltà, sono antecedenti alla sua modernizzazione»: «L'Occidente era Occidente molto prima di essere moderno» a pag. 90 e ancora la tesi secondo cui «il senso di individualismo e la tradizione di diritti e libertà» tipici dell'Occidente sono «senza uguali tra le società civili» a pag. 94 .

### Convergenza di civiltà
La tesi dello “scontro di civiltà” è stata ampiamente criticata negli ambienti accademici. Alcuni vi si sono opposti con la tesi della civiltà universale. Tornando a questo modello del mondo, Jean-Emmanuel Medina parla della convergenza delle civiltà. Spiega che l'umanità sta avanzando verso una civiltà che descrive come "pan-antropica", cioè una civiltà planetaria comune condivisa tra tutte le civiltà dopo una lunga sedimentazione delle conoscenze.

## Edizioni

### L'articolo preliminare
- Samuel P. Huntington, The clash of civilizations?, in Foreign Affairs, vol. 72, n. 3, estate 1993, pp. 22–49.

### L'opera originale
- Samuel P. Huntington, The clash of civilizations and the remaking of world order, Simon & Schuster, New York, 1996, ISBN 0-684-84441-9.

### La traduzione italiana
- Samuel P. Huntington, Lo scontro delle civiltà e il nuovo ordine mondiale, traduzione di Sergio Minucci, Garzanti, Milano, 2000, ISBN 88-11-67499-9.